# Карвоэйра (Мафра)
Карвоэ́йра (порт. Carvoeira) — район (фрегезия) в Португалии, входит в округ Лиссабон. Является составной частью муниципалитета Мафра. Находится в составе крупной городской агломерации Большой Лиссабон. По старому административному делению входил в провинцию Эштремадура. Входит в экономико-статистический субрегион Большой Лиссабон, который входит в Лиссабонский регион. Население составляет 2 155 человек на 2011 год. Занимает площадь 8,32 км².
Покровителем района считается Дева Мария (порт. Nossa Senhora do Ó).